# Syzygium oreophilum
Syzygium oreophilum är en myrtenväxtart som beskrevs av Ian Mark Turner. Syzygium oreophilum ingår i släktet Syzygium och familjen myrtenväxter. Inga underarter finns listade i Catalogue of Life.